# G-S.A.C.
G-S.A.C.（ジーサック）は日本のアクションチーム及びイベント制作会社。俳優のNAO-Gが主宰する。

## 概要
- 2003年に前身となる団体mouse peace発足。タレント事務所のワナップのタレント向けのアクション練習スクールとして活動を開始。
- 2005年、NAO-Gにより劇団DMFの制作する演劇作品への出演を主な活動とするDMFのアクションサポート団体として結成される(チーム名はG-Style Action Communion)。活動はJR南武線武蔵溝ノ口駅構内での深夜練習。当時10代後半から20代前半までの舞台俳優、タレントを集めたアクションチームとしては非常に平均年齢の若い集団だった。
- 2006年から外部団体への振付、キャスティング業務、イベントの制作を開始すると同時に一般向けの養成所、G-Style Ability Centerを開講。団体ではLIVE GATE TOKYOのオープニングイベント、UNITED ARROWS などのイベントに参加、出演。スーパー歌舞伎、ヒーローショー、音楽アーティストのPVなどにメンバーを派遣している。
- 2007年、企業ヒーローのノートンファイターのイベント制作に参加。NAO-Gが振付、監修を務め、メンバーが多数出演。
- 2009年、音楽舞闘会　黒執事にアクションディレクター、アクションチームとしてメンバーが多数出演。

## メンバー
メンバーはチーム内では別名（ストリートネーム）で活動している。（）内はチーム外での芸名または本名。
- 2003年 NAO-G、橘亜沙美（長澤つぐみ）、中川稔晴その他不明
- 2004年〜2005年 NAO-G、拾己、鋼（仲村水希）、金子慎吾、藤代知己、YOUFAst（須永裕一）、与忍、細谷真央、細田英里、綺凛
- 2006年 NAO-G、kyowhey（今日平）、拾己、鋼、NAkkANo（中野裕理）、Qumi（笠原久未）、HEZERE、杉浦匠、YOUFAst、与忍
- 2007年 NAO-G、kyowhey、it（伊藤マサミ）、cθli（芹沢良）、拾己、鋼、NAkkANo、naoco（岸本尚子）、KMAACIYO（宮川マキオ）、mocchi（望月祐治）、Qumi、りょーち（和田亮一）、こーいち（木村光一）、YOUFAst、与忍、HEZERE
- 2008年 NAO-G、kyowhey、it、cθli、tor.（太田達也）、拾己、鋼、naoco、Qumi、NAkkNo、wIIst、A-LEE-K（浦えりか）、YOUFAst、mocchi、与忍

## 出演作品

### TV
- NHK「双子探偵」「堀部安兵衛」「きよしとこの夜」
- 日本テレビ「伝説の教師」「電波少年」「24時間テレビ」
- テレビ朝日「仮面ライダークウガ」「救急戦隊ゴーゴーファイブ」「ザ・ワイド」「志村＆鶴瓶のあぶない交遊録」
- TBS「麻意ちゃんやさしさをありがとう」「池袋ウエストゲートパーク」「金スマ」
- CX系「教師びんびん物語スペシャル」「笑う犬の情熱」「FNS27時間テレビ」「お台場お笑い道～竹山プロレス～」
- BS「南部警察」
- テレビ東京系「しにがみのバラッド。」「夏祭りにっぽんの歌」「ヒノマルデショ」「給与明細」

### ステージ
- ハイブリッド・アミューズメント・ショーbpm『QUICK DRAW」「ネバーランド☆A GO!GO!」「聖の夜」出演・振付
- 歌舞伎 「夏祭浪花鑑」「加賀見山再岩藤」「南総里見八犬伝」「夢の仲蔵千本桜」「當世流小栗判官」「雪之丞変化2006」「雷神不動北山櫻」出演
- スーパー歌舞伎「新・三国志Ⅲ -完結篇-」「ヤマトタケル」出演
- DMF「Windy Town」「OVERDRIVE」「山茶花」「Oasis」「West 八百八町」「LAST SMILE」「SLeeve」「メトロノウム」「メイカ」「Frog」「SLeeve Refrain」出演・振付
- R:MIX「ストラルドブラグ」振付
- 劇団ZAPPA「空-SORA-2006」出演・振付
- 30-DELUX「BIRDS」出演・振付
- 三国志プロジェクト「三国志列伝～濁流を清めるは清流なり～」出演
- DNA「ニンニクの心」出演・振付
- 進戯団夢命クラシックス「ハッソウPrelude」「イーストエンド・アットホーム・オブ・ザ・リバースエッジ」「マ・テ・リ・ヤ」「ku-gu-tu」「花音」「ブロッサムセレナーデ～よしのと魔王～」出演・振付
- yurunora「有能な吊革蛮族」「ゆめのほらあな」出演
- Dance Performance Unit 舞蝶 「内面夜叉＆Dance。Dance!Dance?」出演・振付
- エレジーキングストアー「鬼泪」出演
- フェイスプランニング「DESTINY～僕らが伝えていくもの～」出演
- last creators production「Trashmastertainment」出演
- オペラ「ドン・キショット」出演
- 五木ひろし公演「時代劇スペシャル」「五木ひろしビッグショー'06」出演
- SwankyRider「危険な法律の施行」出演
- ミズキ事務所プロデュース公演「黄昏のメルヘン」出演
- フリップリップ「青春ガチャン」出演
- パラノイア・エイジ「四神傳」出演
- ミズキ事務所プロデュース公演「止むに止まれず」出演
- 劇団裏長屋マンションズ「8.12—絆—」出演
- 劇団クラゲ荘「HEVEN'S Door」出演
- スターダスト☆BOYS「漫然ららら」出演
- 劇団宇宙キャンパス「つきあたりを見上げれば」出演
- a落花生MOON「ホットスポットユニウ゛ァース」「ATENA」出演

### イベント
- LIVE GATE TOKYO@EBISUオープニングイベント
- UNITED ARROWS SOUND EVENT『UNITED ARROWS ~BEATMELOW with HIP-HOP ACTION~』制作・出演
- bpm『MIMEMIME』制作・出演
- 株式会社シマンテック　ノートンファイター 振付・監修・出演